# جيمس مارشال (سياسي)
جيمس مارشال (بالإنجليزية: James Marshall)‏ هو سياسي نيوزلندي، ولد في 1843، وتوفي في 9 أكتوبر 1912.